# راسکین باند
راسکین باند (زاده (۱۹ مه ۱۹۳۴) نویسنده هندی انگلیسی‌تبار است. شورای آموزش کودکان هندوستان نقش باند را در رشد ادبیات کودکان در هند به رسمیت شناخته‌است. وی در سال ۱۹۹۲ به خاطر رمانش به زبان انگلیسی درختان ما هنوز در دهرا رشد می‌کنند، جایزه آکادمی ساهیتیا را دریافت کرد، در سال ۱۹۹۹ جایزه پادما شری و در سال ۲۰۱۴ جایزه پادما بوشان به وی اهدا شد.

## زندگی و حرفه
راسکین باند در یکی از شهرهای ایالت پنجاب به نام کازولی در هند مستعمره متولد شد، پدرش به شاهزاده خانم‌های کاخ جمناگر انگلیسی آموزش می‌داد و راسکین و خواهرش الن تا شش سالگی در آنجا زندگی می‌کردند. بعدها، پدر راسکین در سال ۱۹۳۹ به نیروی هوایی سلطنتی پیوست و راسکین به همراه مادر و خواهرش برای زندگی در خانه مادر خود به دهرادون رفتند.
اندکی پس از آن وی به یک مدرسه شبانه‌روزی در موسوری اعزام شد. وقتی باند هشت ساله بود، مادرش از پدرش جدا شد و با یک پنجابی هندو به نام هاری ازدواج کرد. پدرش ترتیب داد که راسکین را به دهلی نو یعنی جایی که منصوب شده بود منتقل کنند. راسکین به پدرش بسیار نزدیک بود و این دوره را در کنار پدرش به عنوان یکی از خوشبخت‌ترین دوران زندگی خود توصیف می‌کند. هنگامی که ده ساله بود، پدرش در کلکته بر اثر مالاریا درگذشت. راسکین در مدرسه شبانه‌روزی خود در شیملا بود و معلمش از این اتفاق مطلع شد. او توسط مادر و ناپدری که در دهرادون زندگی می‌کردند، بزرگ شد.
به دنبال تحصیلات دبیرستانی، در سال ۱۹۵۱ برای چشم‌اندازهای بهتر به خانه عمه اش در جزایر کانال (انگلستان) رفت و دو سال در آنجا ماند. در لندن، اولین رمان خود با عنوان «اتاق روی پشت بام» را نوشت که داستان نیمه خود زندگینامه نویسی پسر یتیم انگلیسی ای به نام «راستی» بود.

## سبک ادبی
بیشتر آثار وی تحت تأثیر زندگی در ایستگاه‌های تپه ای در کوهپایه‌های هیمالیا است، جایی که دوران کودکی خود را گذراند. اولین رمان او، اتاق روی پشت بام، در زمان ۱۷ سالگی نوشته شده و در زمان ۲۱ سالگی نویسنده منتشر شده‌است. این داستان تا حدودی بر اساس تجربیات او با دوستانش در دهرادون در اتاق اجاره ای کوچک او در پشت بام بود. آثار اولیه او بدون اینکه برای خوانندگان خاصی منظور شود نوشته شده‌است. اولین کتاب کودکان او، "رودخانه خشمگین" در دهه ۱۹۷۰ (دومین کتاب "چتر آبی") بود که بنا به درخواست ناشر برای نوشتن داستان کودک، نگاشته شد. وی در مورد نوشتن برای کودکان گفت: "من کودکی بسیار تنهایی داشتم و همین به من کمک می‌کند تا کودک را بهتر بفهمم." کار باند بازتاب تجارب او در آنگلو-هندی و جنبش سیاسی، اجتماعی و فرهنگی در حال تغییر هند است که در مراحل استعماری، پسا استعماری و پس از استقلال هند انجام شده‌است.

## فیلم‌شناسی
فیلم بالیوودی جنون در سال ۱۹۷۸ بر اساس رمان تاریخی باند، پروازی از کبوتران (در مورد شورش هند در سال ۱۸۵۷) ساخته شده‌است. این فیلم توسط ششی کاپور و به کارگردانی شیام بِنِگالی ساخته شده‌است. داستان‌های زنگ زده نیز در یک مجموعه تلویزیونی اقتباس شده‌است. چندین داستان در برنامه درسی مدرسه در هند گنجانده شده‌است، از جمله قطار شب در دئولی، زمان در شملی می‌ایستد و درختان ما هنوز در دهرا رشد می‌کنند. در سال ۲۰۰۵، کارگردان بالیوود، ویشال بهارداواج فیلمی را بر اساس رمان محبوب خود برای کودکان، "چتر آبی" ساخت. این فیلم برنده جایزه ملی بهترین فیلم برای کودکان شد.
1. ↑  "Padma Awards" (PDF). Ministry of Home Affairs, Government of India. 2015. Archived from the original (PDF) on 15 اكتبر 2015. Retrieved July 21, 2015. {{cite web}}: Check date values in: |archive-date= (help)
2. 1 2  Meena G. Khorana; Greenwood (January 2009). The Life and Works of Ruskin Bond. IAP. p. 1–10. ISBN 978-1-60752-075-7.
3. ↑  "At 81, Ruskin Bond's tryst with his tireless pen continues". www.hindustantimes.com/. Retrieved 2015-10-22.
4. ↑  "A Landour day with Ruskin Bond". The Hindu Business Line. Retrieved 2015-10-20.
5. ↑  "My writings reflect my lonely childhood: Ruskin Bond - Firstpost". Firstpost. Retrieved 2015-10-22.